# عاقصة البحري
عاقصة البحري (مواليد 1956) سياسية تونسية، شغلت منصب وزيرة الفلاحة والموارد المائية والصيد البحري بحكومة هشام المشيشي.
شغلت سابقا منصب كاتبة دولة مكلفة بالموارد المائية في حكومة إلياس الفخفاخ.